# Fédération internationale de horse-ball
La Fédération Internationale de HorseBall (FIHB), créée en 1999, est l’organisme dirigeant du HorseBall au niveau international. Reconnue par la Fédération Équestre Internationale (FEI) depuis 2012, elle est présidée par Frederico Cannas depuis sa création.

## Généralités
Le horseball (ou horseball) est un sport d'équitation qui se joue en équipes. Deux équipes de quatre joueurs chacune s'affrontent. Le but est de faire circuler la balle (de la taille d'un ballon de football, et entourée d'anses afin que les cavaliers puissent la saisir), puis d'aller marquer un panier dans le camp adverse. Les paniers sont perpendiculaires au sol (au contraire de ceux du basket). Lorsque la balle tombe à terre ou lors d'un engagement, les cavaliers, dont les selles sont munies de sangles de ramassage, se penchent à terre et attrapent la balle par une des anses. La balle peut ensuite circuler par passes de basket, ou de rugby. Les matchs se constituent de deux mi-temps, de 10 minutes chacune (8 minutes dans les catégories les plus jeunes).

## Protection du cheval
Le cheval doit avoir :
- Des guetres (ou bande)
- Des cloches
- Une martingale (fixe)

## Gouvernance
Présidents :
- Frederico Cannas(depuis 2012)

Composition du bureau :
- Anna Von Godin 1st Vice President
- Olivier Jacques Houssa General Secretary
- Paolo Gemme Vocal
- M. Manuel De Prado Vocal
- Maurizio Percia Vocal